# Rabbits (2002)
Rabbits (en.: „Hasen“) ist eine Serie von acht Kurzfilmen, die 2002 von dem Regisseur David Lynch auf seiner Homepage veröffentlicht wurden.
Die Serie firmiert unter dem Motto In a nameless city deluged by a continuous rain… three rabbits live with a fearful mystery (dt.: „In einer namenlosen Stadt, durchflutet von endlosem Regen… leben drei Hasen mit einem schrecklichen Geheimnis“). Teile der Kurzfilme sind in dem Spielfilm Inland Empire (2006) zu sehen.
Als Schauspieler treten Scott Coffey als Jack, Rebekah Del Rio und Laura Harring als Jane, sowie Naomi Watts als Suzie auf. Der Soundtrack stammt von Angelo Badalamenti.

## Inhalt
Jede Folge spielt ausschließlich in einem Raum, in dem sich drei Menschen mit Hasenköpfen aufhalten. Die Handlung ähnelt der einer Sitcom, da an bestimmten Stellen aufgenommenes Gelächter und Applaus eingespielt wird. Andererseits handelt es sich nicht um eine Komödie und Gelächter bzw. Applaus tauchen ohne Zusammenhang mit dem Geschehen auf. Die Handlung ist sehr begrenzt, größtenteils beobachtet man die Hasenmenschen beim Nichtstun. Dialoge werden ebenfalls sehr sparsam eingesetzt und weisen lange Pausen auf.